# Nikon D70

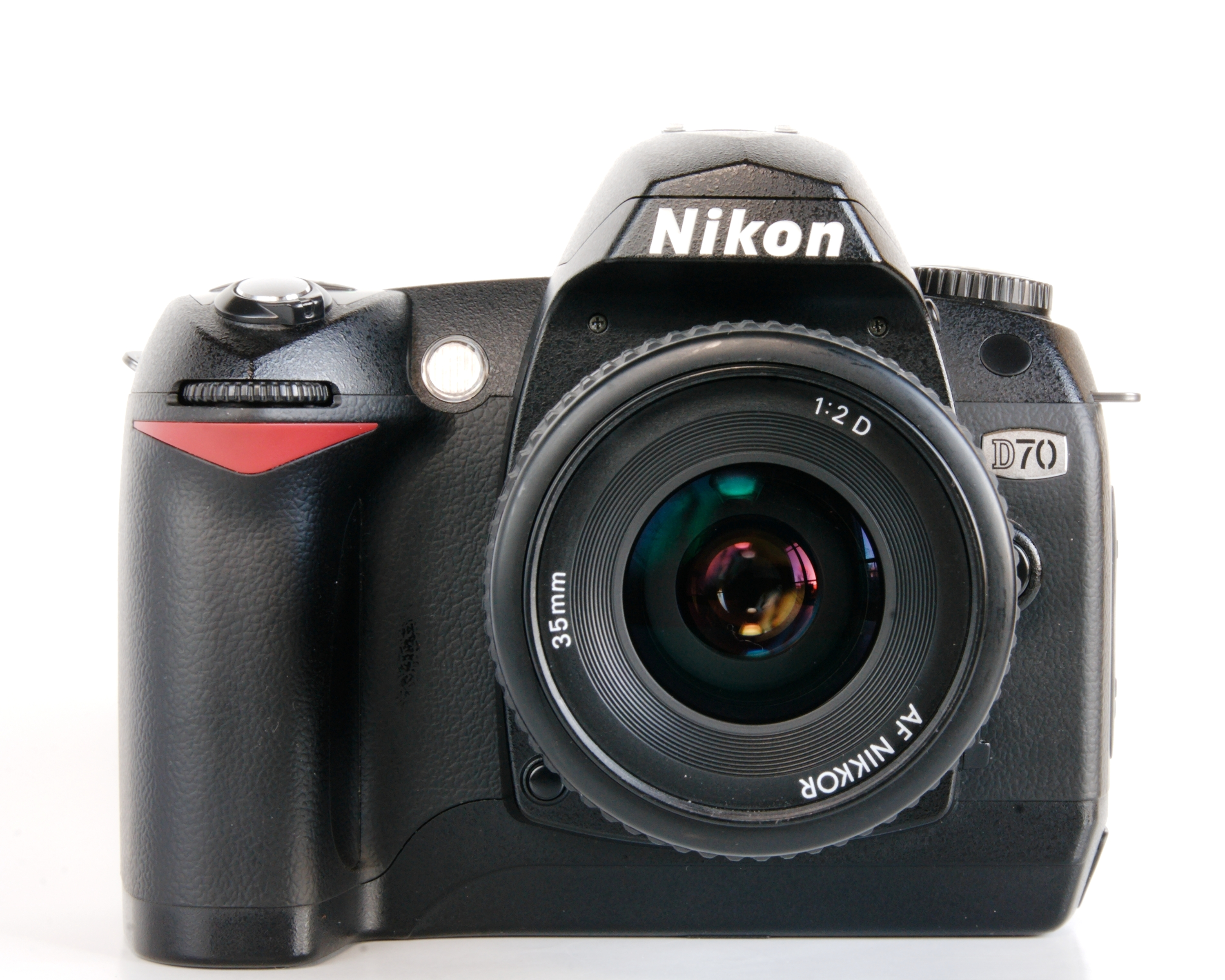
Nikon D70 s objektivem 35mm f2

Nikon D70 je digitální jednooká reflexní zrcadlovka, která je na trhu od roku 2004. Byla nejčastěji prodávána v kitu s objektivem Nikon 18-70mm AF-S. Nikon D70 byl následován nejdříve značkou Nikon D70s, a ještě donedávna Nikonem D80 a Nikonem D90, oznámenými firmou 9. srpna 2006 a 27. srpna 2008. 
Má rozlišení 6,1 Mgpx, CCD snímač o rozměrech 23,7 x 15,6 mm s citlivostí 200 až 1600 ISO.